# Hökarängsskolan

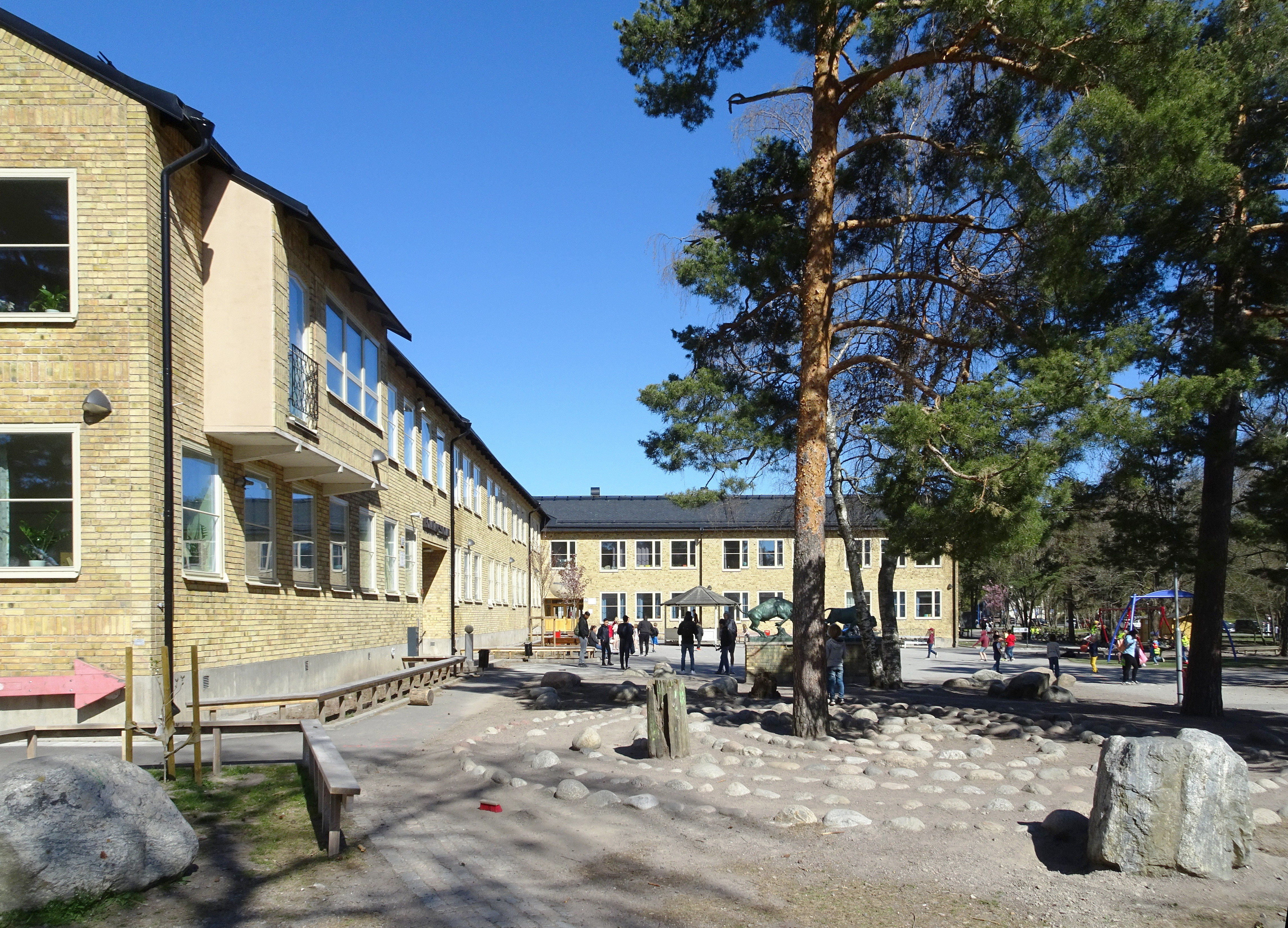
Hökarängsskolan i april 2020.

Hökarängsskolan är en kommunal grundskola vid Fagersjövägen 18 i stadsdelen Hökarängen i Söderort. Skolans byggnader uppfördes i flera etapper med början 1949 efter ritningar av arkitekt Ture Ryberg. Fastigheten är grönklassad av Stadsmuseet i Stockholm vilket innebär att bebyggelsen anses vara ”särskilt värdefull från historisk, kulturhistorisk, miljömässig eller konstnärlig synpunkt”.

## Skolans byggnader

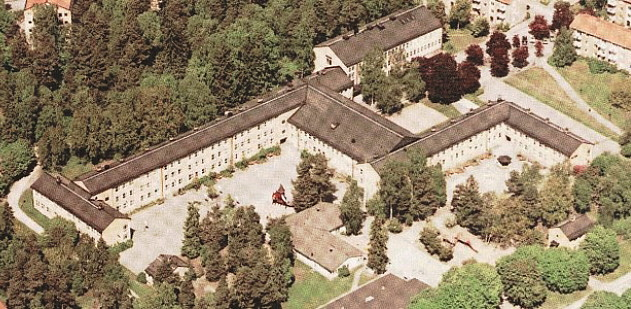
Hökarängsskolan från luften, 1950-tal.

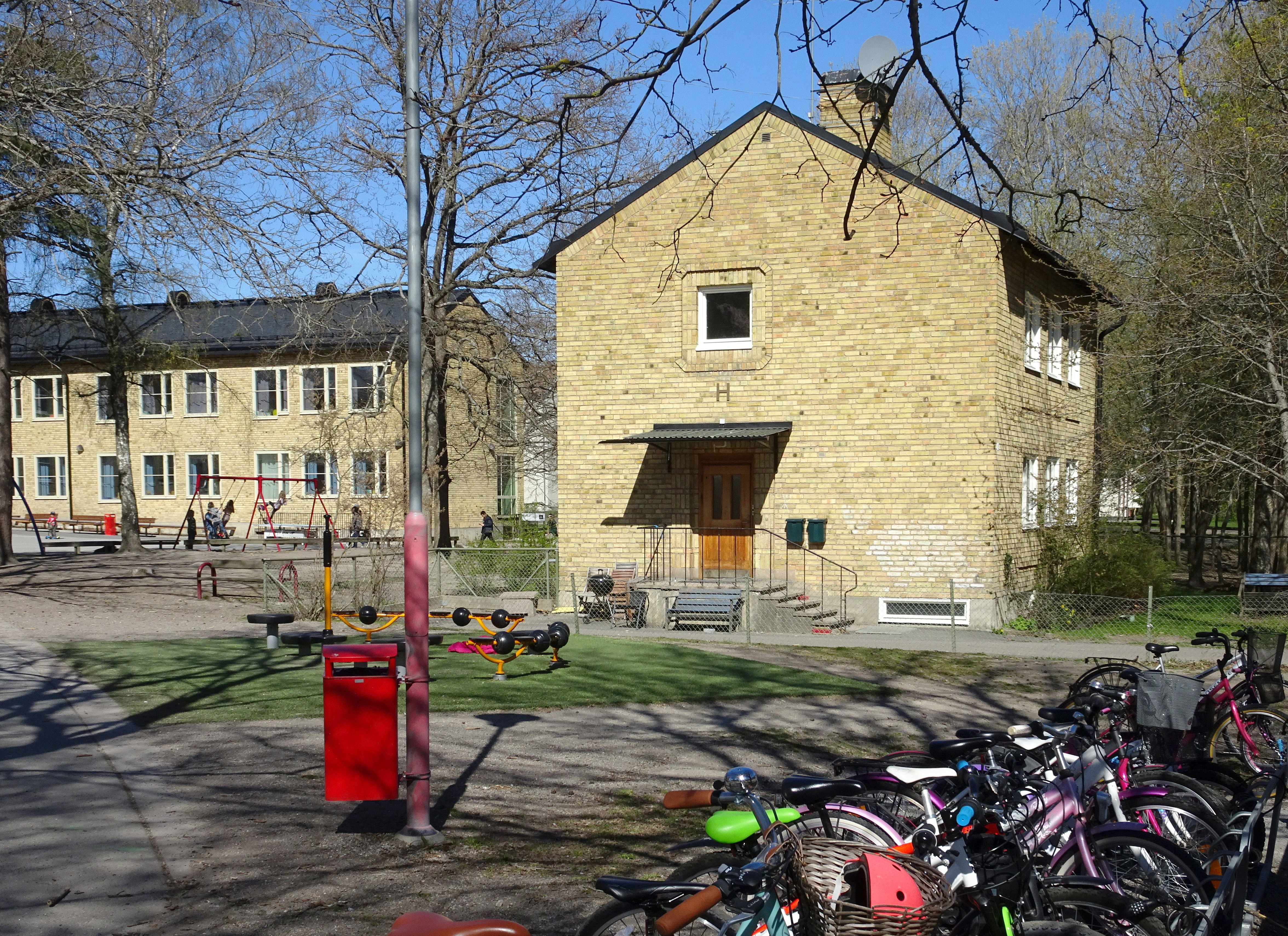
Före detta vaktmästarbostaden.

När stadsplanen (Pl 3499) för nordvästra Hökarängen upprättades 1948 avsattes ett stort område i kvarteret Bänken för ”allmänt ändamål”.  Här planerades Hökarängens nya folkskola. Skolområdet vid Fagersjövägen hade då utvidgats något ”då detta visat sig önskvärt vid uppgörande av ritningarna för skolan”. Arkitektuppdrag gick till Ture Ryberg och byggherre var Stockholms folkskoledirektion.
Rydberg ritade ett vitt förgrenat byggnadskomplex där skolans olika funktioner skulle inrymmas: en central volym i tre våningar i mitten från vilken det utgår tre armar i två våningar. Ursprungligen planerades även en aula som skulle ansluta till den centrala hallbyggnaden mot nordost, den utfördes dock inte. I komplexens olika längor placerades bland annat klassrum, ämnes- och slöjdsalar, expeditionslokaler, bibliotek, skolsköterska, matsal och skolkök. Bebyggelsen hålls samman av en enhetlig fasadbeklädnad med gult tegel och kännetecknas av utstuderad detaljrikedom i fasaduppbyggnad och material.
I en separat byggnad inhystes en vaktmästarbostad belägen närmast gatan. Byggnaden innehöll två lägenheter och delad källare. I sydväst finns ytterligare en liten friliggande byggnad. Troligtvis var det skolans läkarvårdsbyggnad, ritningar saknas. Båda byggnaders exteriör ansluter till samma stil och material som huvudbyggnaden och ritades av Rydberg. En del förändringar har gjorts genom åren men i stort bevarar byggnaderna sin ursprungliga arkitektur. På skolgården märks bronsskulpturen Visenter av Arvid Knöppel, rest 1958.
Skolans gymnastikhall uppfördes 1964 efter ritningar av arkitekt Carl-Erik Forssén. Byggnaden ligger närmast Fagersjövägen och har en rektangulär plan med olika takhöjder. Den lägre delen vetter in mot skolgården och inrymmer entréer, omklädningsrum, duschar, redskapsrum och liknande. Till högdelen förlades två gymnastiksalar med olika storlekar, den större dessutom delbar med en vikvägg.
Mellan 2017 och 2019 har Hökarängsskolan renoverats. Skolan har bland annat fått ett modernt ventilationssystem. Dessutom har ytskikten inomhus fräschats upp och ett helt nytt kök har byggts. Interiören smyckades även med konst och väggmålningar av konstnären Fredrik Helander där bokstaven "H" (för Hökarängen) varit ett genomgående tema.

## Skolans verksamhet
Hökarängsskolan är en kommunal grundskola med verksamhet som omfattar förskoleklass, grundskola med årskurserna 1–9, fritidshem, fritidsklubb samt grundsärskola. Skolan har cirka 640 elever och 140 medarbetare.

### Bilder

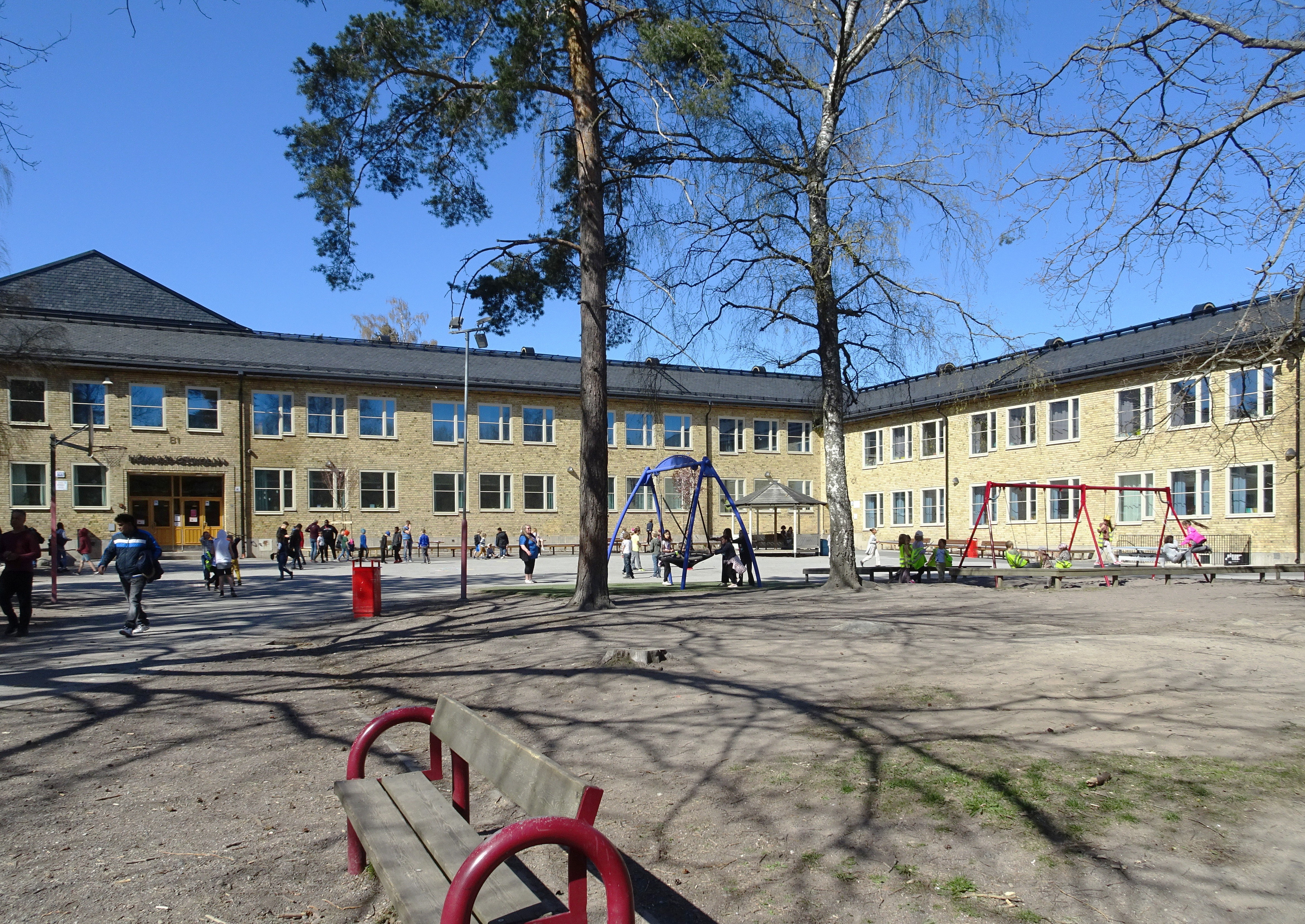
Skolgården.
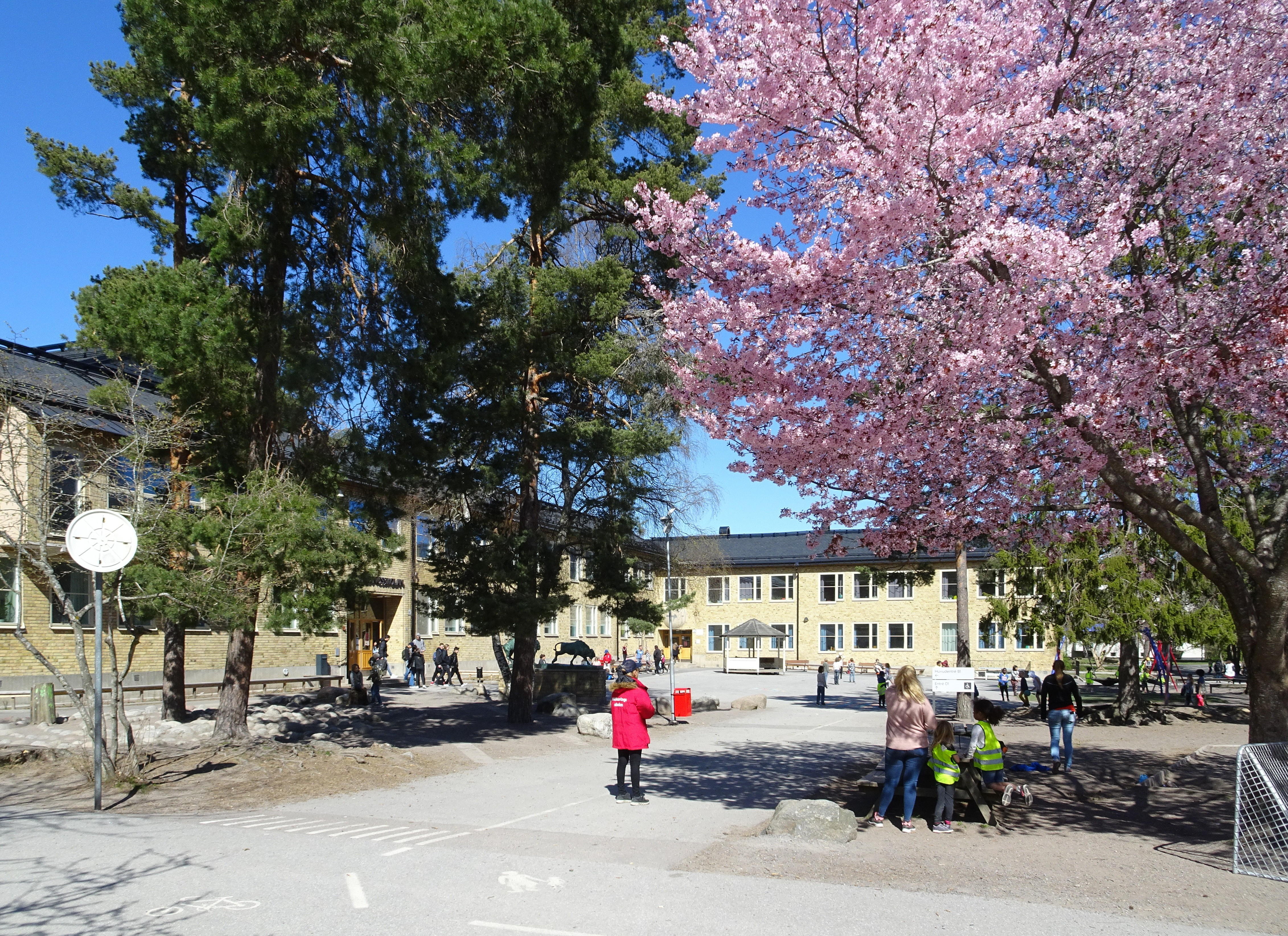
Skolgården.
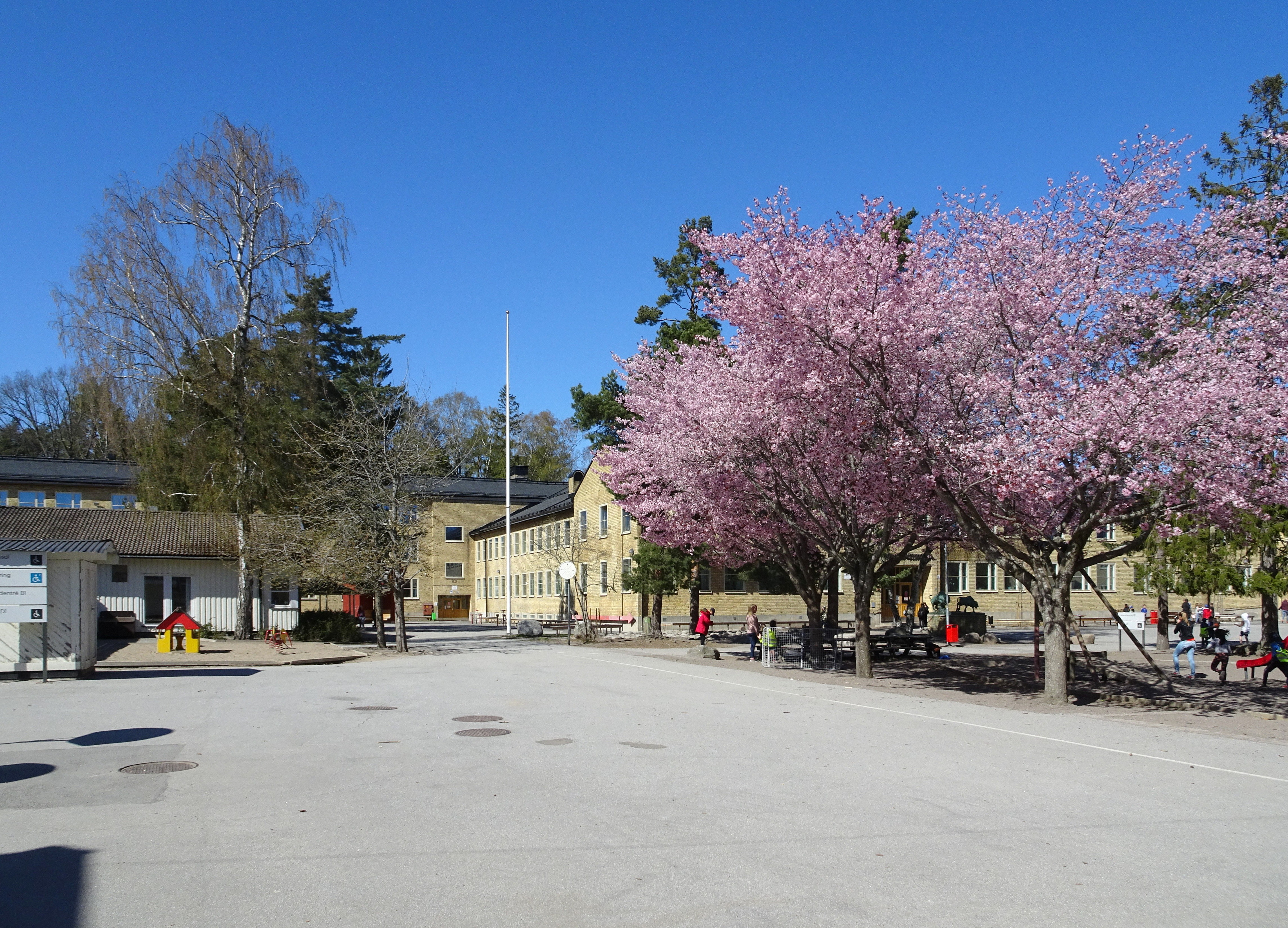
Skolgården.
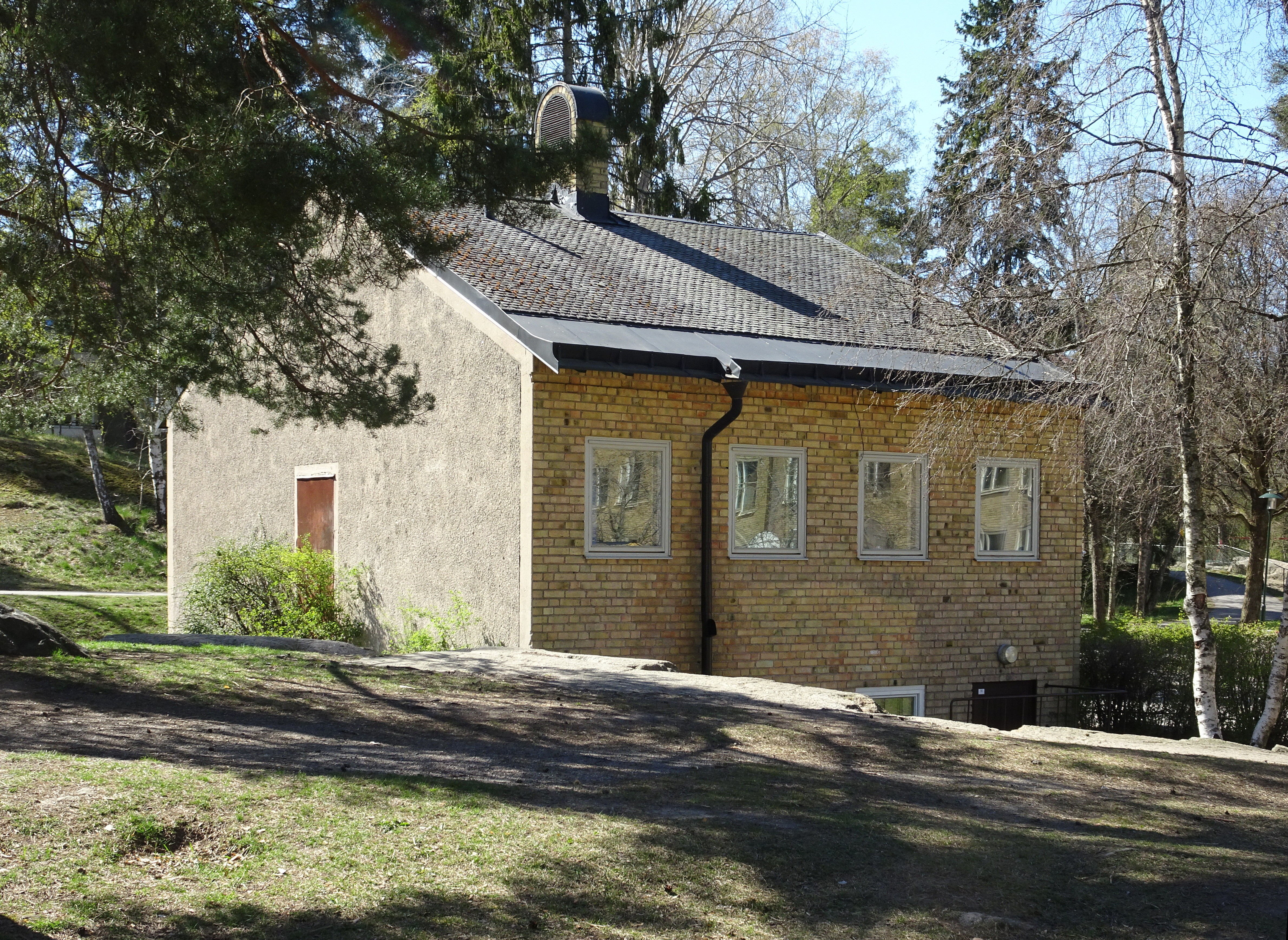
F.d. läkarvårdsbyggnad.
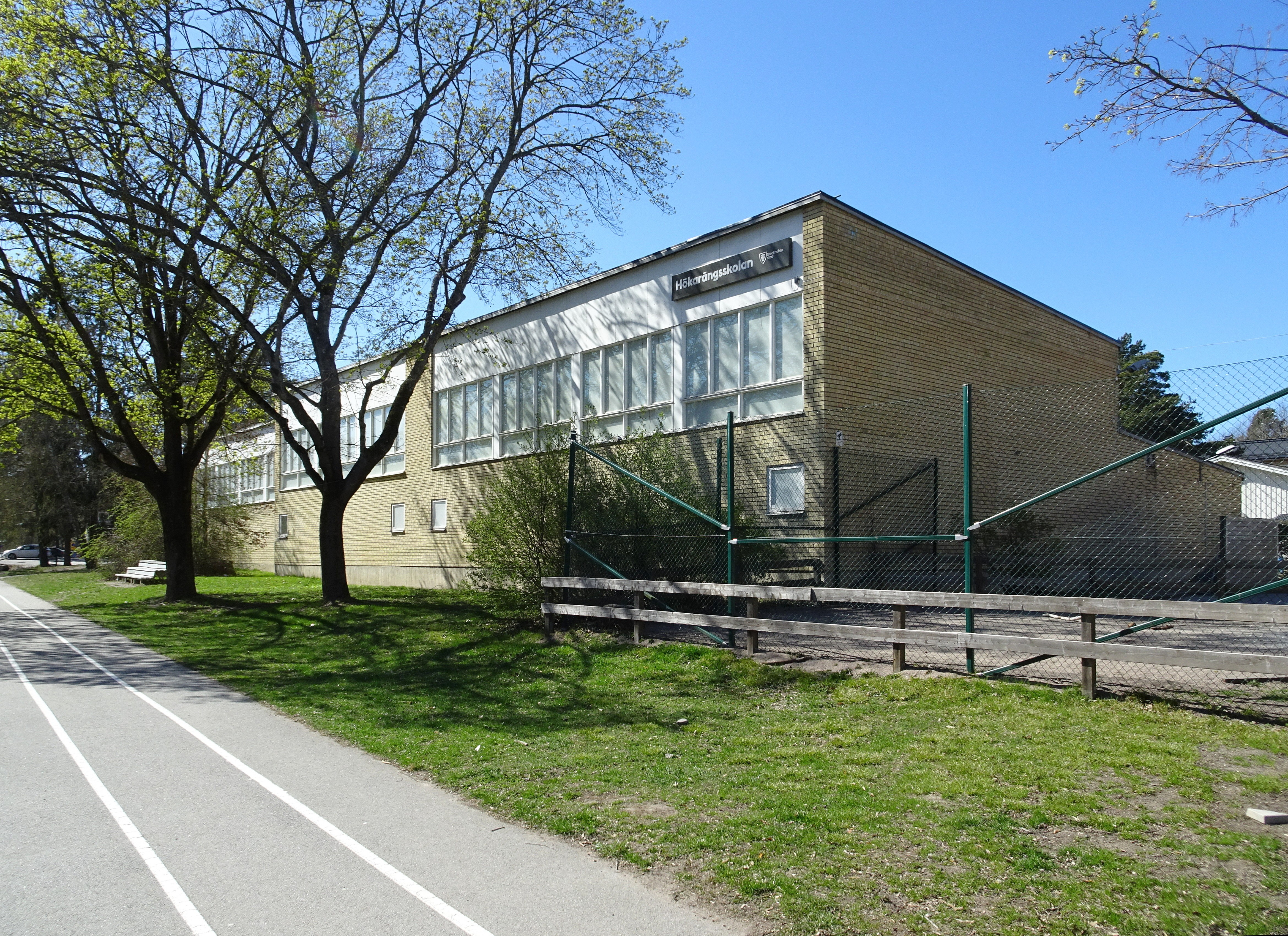
Gymnastikhallen.